# Saint Georges et le Dragon (Carpaccio)
Saint Georges et le Dragon  est une peinture de l'artiste italien de la Renaissance Vittore Carpaccio exposée à la Scuola di San Giorgio degli Schiavoni, à Venise, au nord de l'Italie.

## Histoire
L’œuvre remonte à une période avancée de la carrière de Vittore Carpaccio, lorsque la scuola (guilde ou corporation) des Schiavoni (Dalmatiens) fait appel à lui pour réaliser une série de sept peintures retraçant les histoires de saints patrons (Georges, Jérôme et Tryphon) et des épisodes de l’Évangile. Carpaccio se met à la tâche dès 1502 et achève celle-ci en 1507.

## Description
Le tableau montre le premier de trois épisodes dédiés à la vie de saint Georges, les deux autres étant le Triomphe de saint Georges et le Baptême des Sélénites.  Saint Georges  est représenté à cheval, au premier plan d'un paysage étendu, sa lance transperçant la tête du dragon. Une princesse en train de prier figure sur la droite. Une diagonale relie la tête de la princesse à la queue entortillée du dragon, en passant par la lance de saint Georges.
Ce qu'il reste des victimes du dragon occupe le paysage désertique, parsemé d'une végétation sporadique. On reconnaît ainsi le cadavre d'une femme démembrée, une robe à moitié dévorée, un homme également démembré, un bras et un pied coupés, des crânes et des os, humains ou animaux. L'inhospitalité des lieux est accentuée par la présence de vipères, de lézards, de crapauds, de vautours, ainsi que par l'usage presque monochromatique du jaune et du vert pâle, en contraste avec le rouge et le blanc de l'armure métallique de saint Georges, le harnais de son cheval, ainsi que la robe de la princesse.
Une ville légendaire, Silène de Libye, se trouve à l'arrière-plan. Les habitants observent la scène depuis les terrasses et les pavillons ouverts. Les collines, les châteaux et les aiguillons rocheux, surplombent un port. L'ensemble peut être mis en parallèle avec les créations fantastiques de l'école de Ferrare.

## Interprétation
Le philosophe Michel Serres propose une analyse sémiologique des tableaux de Carpaccio, dans Esthétiques sur Carpaccio (1975). Le dragon représente la négation, une stratégie « d'enfermement ou de fermeture », tandis que saint Georges représente la « négation efficace et militante ». Chacun nie l'autre : le dragon nie saint Georges et saint Georges nie le dragon. Les deux symbolisent un combat dialectique, qui « n'oppose pas un oui et un non », mais qui, au contraire, « oppose le non au non ».

## Sources
- Francesco Valcanover, Pittori del Rinascimento, Florence, Scala, 2007  (ISBN 88-8117-099-X), « Vittore Carpaccio »
- Michel Serres, Esthétiques sur Carpaccio, 1975, p. 35-39.